# Беданда
Беданда (порт. Bedanda) — город на юго-западе Республики Гвинеи-Бисау, в округе Томбали Южной провинции. Административный центр одноимённого сектора с населением в 24,3 тысячи человек, население собственно города Катио составляет 665 человек (на 2009 год).

## География и население
Сектор Беданда находится на юго-западе Гвинеи-Бисау, на территории полуострова Кубукаре (Cubucaré). Здесь находится значительная часть Национального парка Кантаньес - единственного места в Гвинее-Бисау, где в неприкосновенности сохранились тропические леса и их природа. 
В секторе Беданда находится около 40 небольших сельских поселений-деревень (Tabancas). В его состав также входит остров Мело (Ilheu de Melo) с 3 населёнными пунктами. Жителями сектора являются преимущественно представители народа баланте, а также группы из фульбе и мандинка. 

## Климат
Климат в Беданде морской, влажный, тропический. Среднегодовая температура +23°. Наиболее жаркий месяц май (+28°), наиболее прохладный - январь (+20°). В год выпадает около 2.800 мм осадков. 

## История
Во время войны за независимость в Португальской Гвинее 1963-1974 годов сектор Беданда в округе Томбали был регионом наиболее ожесточённых боёв между португальской колониальной армией и бойцами освободительной армии из движения ПАИГК (Partido Africano da Independência da Guiné e Cabo Verde). Особенно длительное сражение происходило за укреплённый пункт португальцев Гвиледже (Guileje), который был взят войсками ПАИГК в мае 1973 года. В марте 1974 года армия ПАИГК атаковала также португальский военный лагерь в Беданде, бывший важнейшей базой португальской колониальной армии в регионе - сперва подвергнув его 24-часовому обстрелу 122-мм ракетами, а затем из тяжёлой артиллерии, монтированной на грузовиках. Тем не менее португальцы удержали свои позиции. Это было предпоследнее серьёзное сражение войны в Португальской Гвинее перед произошедшей в апреле 1974 года «Революцией гвоздик» в Португалии. 10 сентября 1974 года новое правительство Португалии предоставило Гвинее-Бисау независимость. 

В сохранившемся бывшем португальском военном лагере в Беданде ныне находится Музей независимости Гвинеи-Бисау (Museu da Independência da Guiné-Bissau). Здесь собраны документы, вооружения, фотографии, военные планы и карты, относящиеся к времени войны за независимость. Сопровождают экспозицию бывшие участники партизанского движения в Гвинее-Бисау. 